# Иманалиев, Муратбек Сансызбаевич
Муратбек Сансызбаевич Иманалиев (род. 25 февраля 1956, Фрунзе) — киргизский государственный и политический деятель. Генеральный секретарь ШОС с 1 января 2010 года. 31 декабря 2012 года истек срок действия его полномочий.

## Биография
Муратбек Сансызбаевич Иманалиев родился 25 февраля 1956 года.
В 1978 году окончил Институт стран Азии и Африки, в 1982 году — аспирантуру Института востоковедения Академии наук СССР, специальность — «историк-востоковед, референт-переводчик китайского языка».
- 1982—1991 гг. — Второй секретарь, глава департамента, и. о. заместителя министра в Министерстве иностранных дел Киргизской ССР;
- 1991—1992 гг. — Министр иностранных дел Кыргызской Республики;
- 1992—1993 гг. — Советник Посольства Российской Федерации в КНР;
- 1993—1996 гг. — Посол Киргизской Республики в КНР;
- 1996—1997 гг. — Заведующий международным отделом администрации Президента Кыргызской Республики;
- 1997—2002 гг. — Министр иностранных дел Киргизской Республики;
- 2002—2007 гг. — Профессор Американского университета в Центральной Азии (АУЦА);
- 2005—2009 гг. — Президент Института общественной политики;
- С января по октябрь 2009 год — Советник Президента Кыргызской Республики; Дипломатический ранг — Чрезвычайный и Полномочный Посланник СССР первого класса, Чрезвычайный и Полномочный Посол Кыргызской Республики.
- Был членом КПСС и партии «Моя страна».
- С 30 марта 2003 года — пред. политсовета только созданной «Партии справедливости и прогресса» Кыргызской Республики.
- В ноябре 2004 года стал соучредителем Движения «Жаны багыт» («Новый курс»).

Кандидат исторических наук (1984). Лидер Партии справедливости и прогресса.
Помимо киргизского, владеет русским, английским и китайским языками. Автор свыше 100 публикаций в России, Китае, Турции, Индии, Казахстане и Кыргызстане.
По решению Совета глав государств был генеральным секретарём ШОС с 1 января 2010 года по 31 декабря 2012 года.

## Награды
- Орден «Манас» III степени (1999)
- Почётная грамота Кыргызской Республики

## Семья
Женат, имеет двоих детей.